# Pteris prolifera
Pteris prolifera är en kantbräkenväxtart som beskrevs av Georg Hans Emmo Wolfgang Hieronymus. Pteris prolifera ingår i släktet Pteris och familjen Pteridaceae. Inga underarter finns listade.